# Elachiptera rufescens
Elachiptera rufescens är en tvåvingeart som först beskrevs av Walker 1871.  Elachiptera rufescens ingår i släktet Elachiptera och familjen fritflugor. Inga underarter finns listade i Catalogue of Life.